# Barry Keoghan
Barry Keoghan (* 17. října 1992, Dublin) je irský herec. Je držitelem několika ocenění, včetně ceny BAFTA, dvou nominací na Zlatý glóbus a jedné nominace na Oscara. V roce 2020 jej deník The Irish Times jmenoval dvacátým sedmým nejlepším irským filmovým hercem.
Pozornosti se mu dostalo za role ve filmech Dunkerk (2017) režiséra Christophera Nolana a Zabití posvátného jelena (2017) režiséra Jorga Lanthima. Další uznání získal díky irskému kriminálním filmu Calm with Horses (2019) a fantasy filmz Zelený rytíř (2021). V roce 2021 ztvárnil roli Druiga v akčním filmu Eternals z franšízy Marvel Cinematic Universe. V roce 2022 účinkoval ve filmu Víly z Inisherinu režiséra Martina McDonagha, za nějž obdržel cenu BAFTA za nejlepšího herce ve vedlejší roli a získal nominace na Zlatý glóbus a Oscara za nejlepšího herce ve vedlejší roli. Poté ztvárnil hlavní roli v psychologickém thrilleru Saltburn (2023), za níž obdržel nominace na Zlatý glóbus a cenu BAFTA.
Je také známý pro své televizní role, účinkoval například v dramatu Love/Hate (2013), minisérii Černobyl (2019), poslední řadě seriálu Top Boy (2023) a válečné minisérii Vládcové nebes (2024).

## Život
Keoghan se narodil dne 18. října 1992 a vyrostl v části Summerhill v irském Dublinu. Jeho matka bojovala s drogovou závislostí a zemřela, když mu bylo 12 let. Se svým bratrem Ericem strávil sedm let v pěstounské péči ve třinácti pěstounských domovech před tím, než ho vychovala jejich babička, teta a starší sestra Gemma.
Jako dítě se objevoval ve školních hrách v O'Connell School na dublinské North Richmond Street, ale dostal zákaz za „blbnutí“. Své filmové vzdělání připisuje plížení se s přáteli do kina Cineworld, kam mu byl nakonec zakázán vstup. Poté, co se objevil ve filmu Between the Canals, studoval herectví v The Factory (nyní Bow Street Academy), místní dublinské herecké škole. Pamatuje si, že v té době „neměl ani 2,20 eura na autobus do The Factory“.

## Kariéra

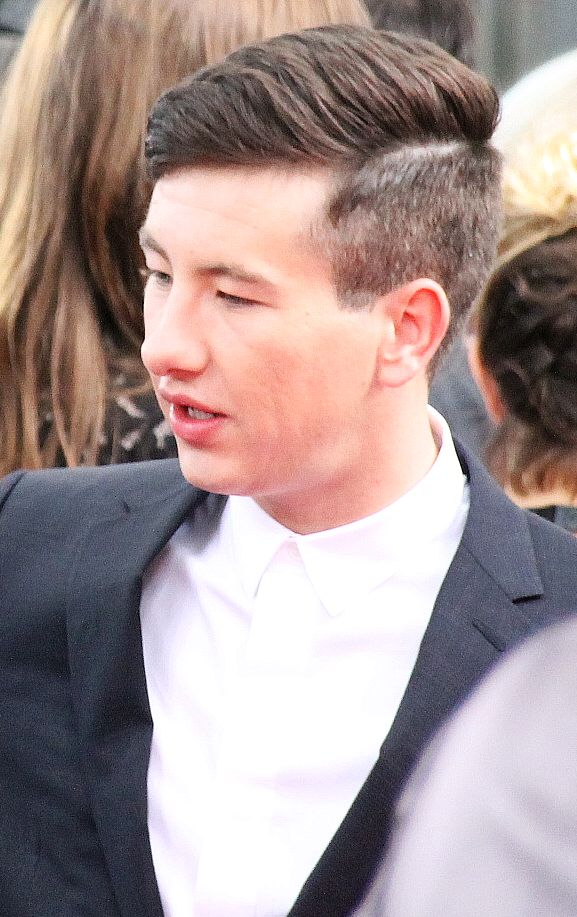
Keoghan v roce 2017

Keoghan začal svou hereckou kariéru v roce 2011 poté, co se zúčastnil konkurzu, jehož oznámení viděl ve výloze na Sheriff Street, na kriminální film Between the Canals, kde ztvárnil malou roli Aida. V 18 letech se objevil v irské telenovele Fair City. V roce 2013 se objevil v dramatu Love/Hate v roli Waynea. Tato role mu vynesla v Irsku uznání a dále účinkoval ve filmu 71 (2014) a Mammal a Proti vlastní krvi (oba 2016).
V roce 2017 se objevil ve dvou filmech. Ztvárnil roli George Millse ve filmu Dunkerk a Martina Langa ve filmu Zabití posvátného jelena po boku Colina Farrella a Nicole Kidman. Za svůj výkon ve druhém zmíněném filmu získal cenu Irish Film and Television Award za nejlepšího herce ve vedlejší roli. Následující rok se objevil ve filmu Black 47 v roli anglického vojáka umístěného v Irsku během Velkého hladomoru. Téhož roku hrál také ve filmu American Animals založeném na skutečné krádeži vzácných knih z univerzitní knihovny. V roce 2018 popsal deník The Hollywood Reporter Keoghana jako „další velkou věc“ za jeho filmovou práci v předchozích třech letech a v roce 2019 byl nominován na cenu BAFTA za stoupající hvězdu.
V roce 2019 se objevil v minisérii Černobyl. V září téhož roku účinkoval v epizodě Living With Lucy a na Toronto International Film Festival měl premiéru film Calm With Horses, ve kterém Keoghan ztvárnil hlavní roli. V červenci 2018 byl obsazen do role hlavní postavy Yoricka Browna v pilotním díle seriálu Y: The Last Man, ale produkci opustil v únoru 2020. V listopadu 2021 ztvárnil Druiga ve filmu Eternals z franšízy Marvel Cinematic Universe a objevil se také ve fantasy filmu Zelený rytíř.
Objevil se ve filmu Batman (2022) režiséra Matta Reevese, kde byl v titulcích uveden jako „neviděný Arkhamský vězeň“. Reeves později potvrdil, že Keoghan byl ve filmu Joker. Dne 24. března 2022, tři týdny po uvedení filmu, vydala společnost Warner Bros. smazanou scénu, jejíž součástí byli Keoghanův Joker a Batman Roberta Pattinsona. V roce 2022 také ztvárnil roli Dominica Kearneye v tragikomedii Víly z Inisherinu režiséra Martina McDonagha, který k němu také napsal scénář. Za svůj výkon byl nominován na Oscara za nejlepšího herce ve vedlejší roli a získal cenu BAFTA ve stejné kategorii.
V roce 2023 ztvárnil hlavní roli Olivera Quicka v psychologickém thrilleru Saltburn, kde účinkoval po boku Jacoba Elordi a Rosamund Pikeové. Za svůj výkon získal kritický ohlas a nominaci na Zlatý glóbus za nejlepšího herce v dramatu a na cenu BAFTA za nejlepšího herce v hlavní roli.

## Osobní život
Keoghan je amatérský boxer. Mezi lety 2017 a 2020 byl ve vztahu se Shonou Guerin, rodačkou z Killarney, se kterou se setkal na Velký pátek v místní hospodě, kde pracovala. Dvojice se v roce 2019 objevila v pořadu Livin' with Lucy, kde s nimi Lucy Kennedy udělala rozhovor z jejich domu v Los Angeles.
V září 2021 začal chodit s Alyson Kierans, zubní sestrou a ortodontickou terapeutkou. Dne 27. března 2022, na irský Den matek prozradil, že spolu čekají dítě. Narození jejich syna bylo oznámeno dne 8. srpna 2022. V listopadu 2022 se přestěhovali do Broughty Ferry, předměstí města Dundee ve Skotsku. V rozhovoru z roku 2024 řekl, že se s Kierans rozešli v polovině roku 2023. Od konce roku 2023 je ve vztahu s americkou zpěvačkou a skladatelkou Sabrinou Carpenter.

## Filmografie

### Film
| Rok  | Název                    | Role             | Poznámky            |
| ---- | ------------------------ | ---------------- | ------------------- |
| 2011 | Stand Up                 | Stand up Bully   | krátkometrážní film |
| 2011 | Between the Canals       | Aido             |                     |
| 2012 | Stalker                  | Tommy            |                     |
| 2012 | King of the Travellers   | Young Dublin Lad |                     |
| 2013 | Wasted                   | Ben              | krátkometrážní film |
| 2013 | Život je pohoda          | Pizza Guy        |                     |
| 2013 | Stay                     | Sean Meehan      |                     |
| 2014 | 71                       | Sean Bannon      |                     |
| 2014 | Standby                  | Crusty           |                     |
| 2014 | North                    | Aaron            | krátkometrážní film |
| 2015 | Norfolk                  | kluk             |                     |
| 2015 | Traders                  | Ken              |                     |
| 2015 | The Break                | Sean             | krátkometrážní film |
| 2016 | Mammal                   | Joe              |                     |
| 2016 | Proti vlastní krvi       | Windows          |                     |
| 2016 | Candy Floss              | Shane            | krátkometrážní film |
| 2017 | Za světlem               | Pavel            |                     |
| 2017 | Zabití posvátného jelena | Martin Lang      |                     |
| 2017 | Dunkerk                  | George Mills     |                     |
| 2018 | American Animals         | Spencer Reinhard |                     |
| 2018 | Black 47                 | Hobson           |                     |
| 2019 | Calm With Horses         | Dymphna          |                     |
| 2021 | Zelený rytíř             | Scavenger        |                     |
| 2021 | Eternals                 | Druig            |                     |
| 2022 | Batman                   | Joker            | cameo               |
| 2022 | Víly z Inisherinu        | Dominic Kearney  |                     |
| 2023 | Saltburn                 | Oliver Quick     |                     |
| 2024 | Ptáče                    | Bug              |                     |
| 2024 | Bring Them Down          | Jack             |                     |

### Televize
| Rok  | Název          | Role               | Poznámky          |
| ---- | -------------- | ------------------ | ----------------- |
| 2011 | Fair City      | Dave Donoghue      | 3 díly            |
| 2013 | Jack Taylor    | Hoodie 1           | TV film           |
| 2013 | Love/Hate      | Wayne              | 6 díly            |
| 2016 | Povstání       | Cormac McDevitt    | 4 díly            |
| 2019 | Černobyl       | Pavel              | 2 díly            |
| 2023 | Top Boy        | Jonny              | 3 díly            |
| 2024 | Vládcové nebes | Lt. Curtis Biddick | minisérie; 3 díly |